# Ботт, Маркус
Маркус Ботт (нем. Markus Bott; род. 13 января 1962, Пфорцхайм, Германия) — немецкий боксёр-профессионал, выступающий в первой тяжёлой (Cruiserweight) весовой категории. Является экс-чемпионом мира по версии ВБО (WBO). Вице-чемпион Европы 1985 года среди любителей.
Наилучшая позиция в мировом рейтинге: ???-й.

## Результаты боёв
| Бой | Дата | Соперник | Судьи | Место боя | Раундов | Результат | Дополнительно |
| --- | ---- | -------- | ----- | --------- | ------- | --------- | ------------- |
|     |      |          |       |           |         |           |               |
| Бой | Дата | Соперник | Судьи | Место боя | Раундов | Результат | Дополнительно |